# Cibrohantkenina
Cribrohantkenina es un género de foraminífero planctónico de la Familia Hantkeninidae, de la Superfamilia Hantkeninoidea y del Orden Globigerinida. Su rango cronoestratigráfico abarca el Priaboniense superior (Eoceno superior).

## Clasificación
Cribrohantkenina incluye a la siguiente especie:
- Cribrohantkenina inflata †

Otras especies consideradas en el género Cribrohantkenina son:
- Cribrohantkenina bermudezi †
- Cribrohantkenina lazzarii †